# Tårfränskivling
Tårfränskivling (Hebeloma crustuliniforme) är en svampart som först beskrevs av Pierre Bulliard (v. 1742–1793), och fick sitt nu gällande namn av Lucien Quélet 1872. Enligt Catalogue of Life ingår Tårfränskivling i släktet fränskivlingar,  och familjen Strophariaceae, men enligt Dyntaxa är tillhörigheten istället släktet fränskivlingar,  och familjen buktryfflar. Arten är reproducerande i Sverige. Utöver nominatformen finns också underarten microspermum.

## Källor

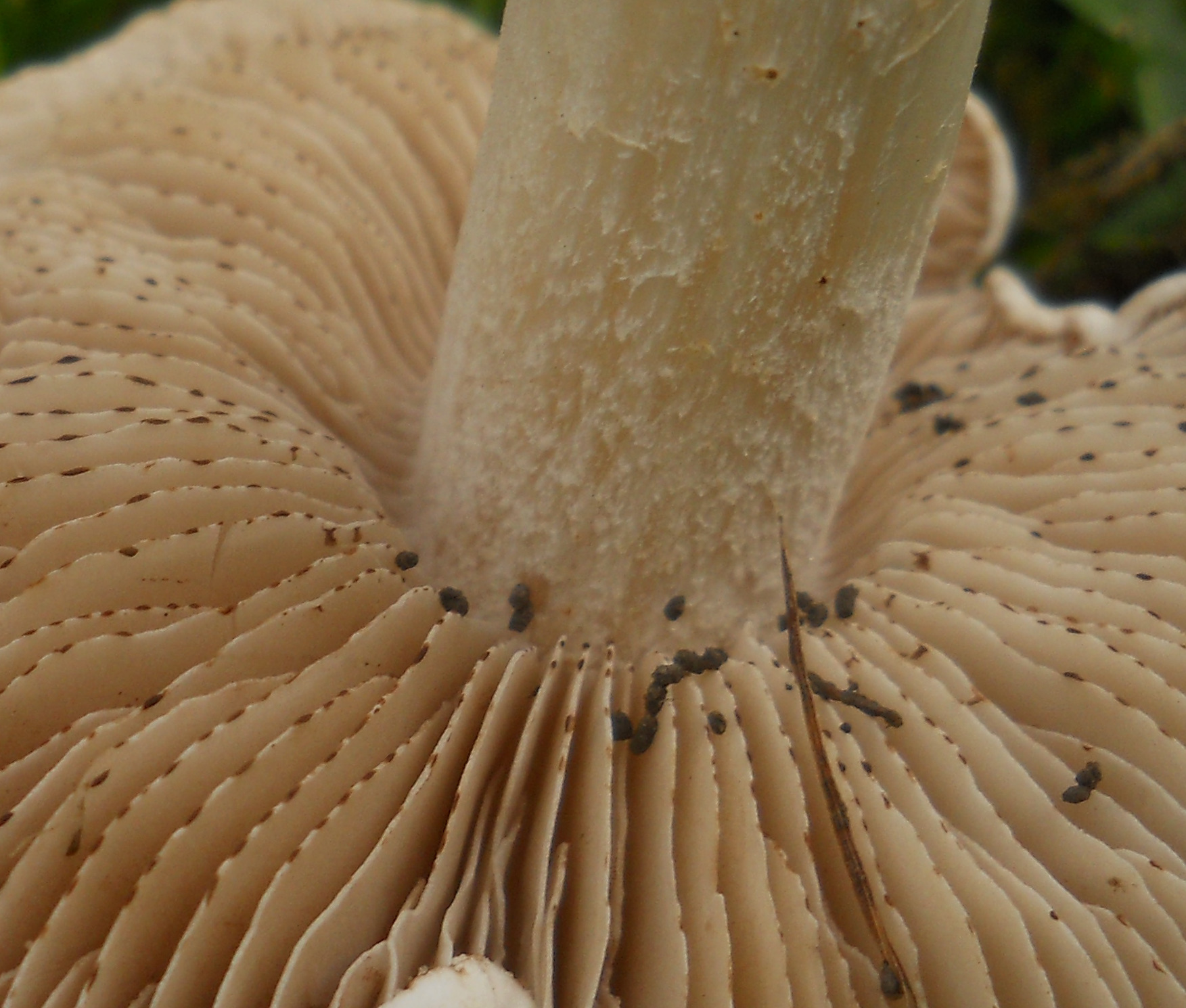
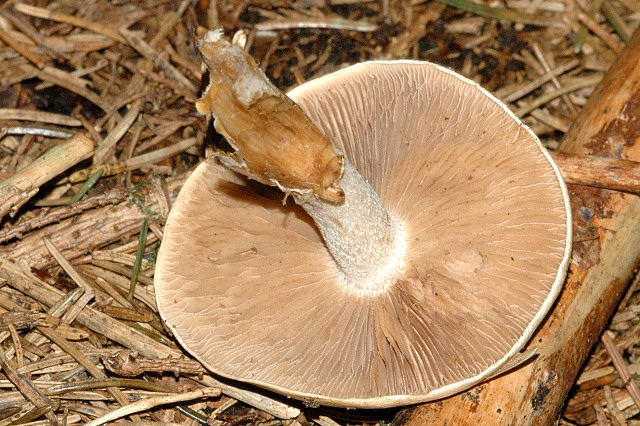
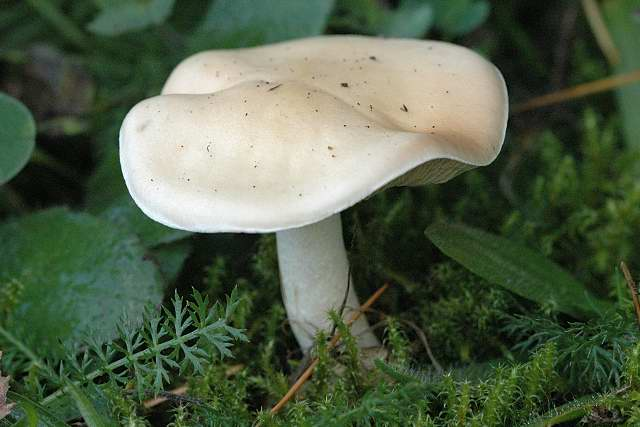
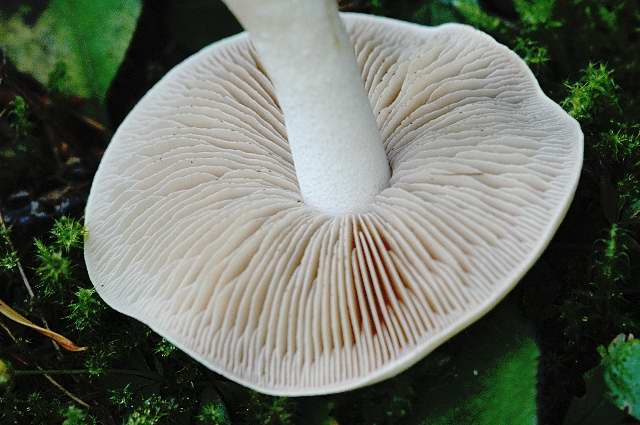